# Charleroi (Pennsylvania)
Charleroi is een plaats (borough) in de Amerikaanse staat Pennsylvania, en valt bestuurlijk gezien onder Washington County.
De plaats ligt aan de Monongahela-rivier en aan Route 88. Ze is gesticht in 1890 en vernoemd naar de Belgische stad Charleroi.

## Demografie
Bij de volkstelling in 2000 werd het aantal inwoners vastgesteld op 4871.
In 2006 is het aantal inwoners door het United States Census Bureau geschat op 4635, een daling van 236 (-4,8%).

## Geografie
Volgens het United States Census Bureau beslaat de plaats een oppervlakte van
2,2 km², waarvan 2,0 km² land en 0,2 km² water.

## Banden met België
Charleroi is vernoemd naar de Belgische stad Charleroi. Er woonden vele Belgische emigranten in het Monongahela gebied in het einde van de 19de eeuw, deels in de glasnijverheid.
In 2020 bezocht Paul Magnette, burgemeester van  Charleroi (België) de gemeente die gesticht werd door emigranten uit zijn stad.

## Plaatsen in de nabije omgeving
De onderstaande figuur toont nabijgelegen plaatsen in een straal van 4 km rond Charleroi.

## Geboren
- Shirley Jones (1934), actrice
- Barbara Bosson (1939-2023), actrice